# 미우라 류키
미우라 류키(일본어: 三浦 龍輝, 1992년 5월 17일 ~ )는 일본의 축구 선수이다. 현재 J2리그의 주빌로 이와타에서 뛰고 있다.

## 구단 경력
그는 2015년부터 J리그의 가시와 레이솔, AC 나가노 파르세이루, 주빌로 이와타에서 뛰었다.